# 키치

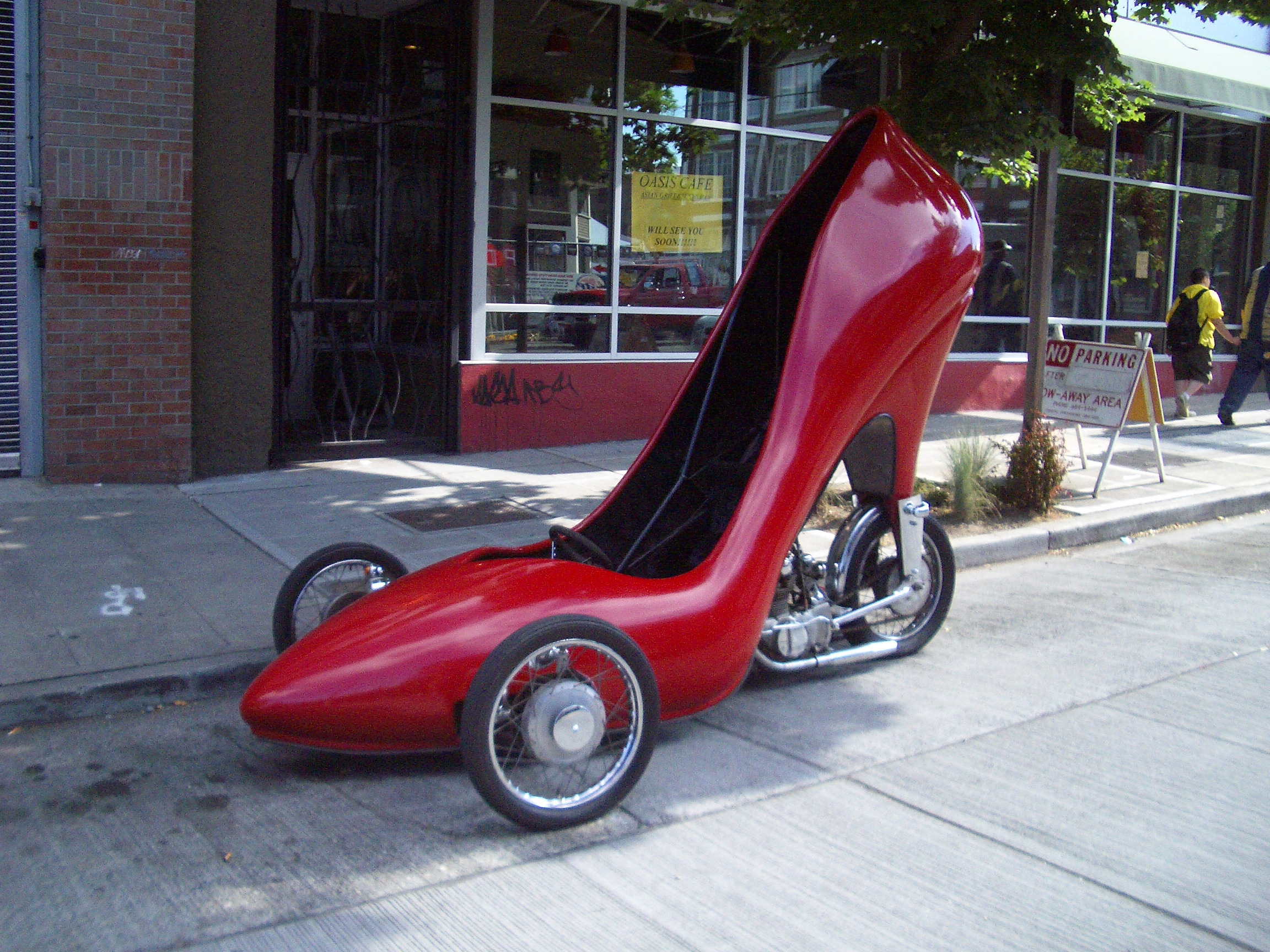
하이힐 삼륜차

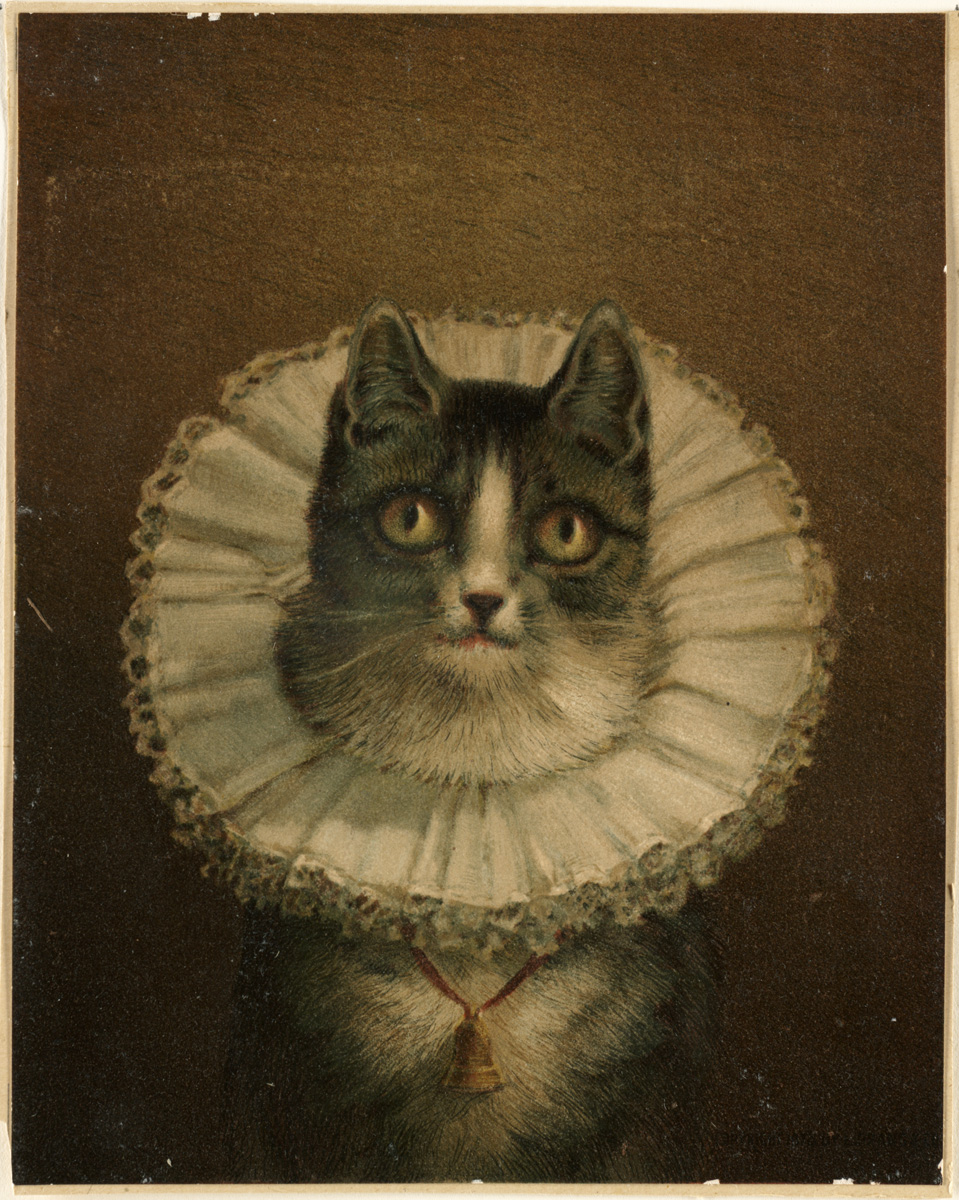
미망인, 19세기 석판 인쇄, 프레더릭 딜먼

키치(Kitsch)는 미학에서 보기 괴상한 것, 저속한 것과 같은 사물을 뜻하는 미적 가치이다. 키치는 세계 각지의 전통·현대 민예품, 인형, 가면, 상, 유아 완구 등에 보인다. 예를 들면 동물과 인간의 결합이 키치를 나타내는 경우도 있다. 이것은 본래 "존재하지 않는 조합"이기 때문이다. 키치는 단순히 엽기적인 것만은 아니다. 현대 문화에서 키치는 패션과 영화, 광고 등에 걸쳐 하나의 주요한 속성으로 인정받고 있다.

## 역사
몇몇 자료에 따르면 키치라는 단어는 19세기 후반기에 뮌헨을 찾았던 미국인 관광객들이 싸구려 그림을 사려고 하면서 스케치를 요구했던 데서 유래한다고 한다. 여기에서 손쉬운 미적 경험을 갈망하는 구매자들의 시시한 작품들을 뜻하는 키치라는 용어가 나왔다는 것이다. 그러나 메클렌부르크 방언에는 '거리에서 쓰레기를 모으다'라는 뜻의 동사인 'kitschen'이란 단어가 있었다. 같은 단어의 같은 의미로 '가구를 골동품처럼 보이게 만들다'라는 뜻이 있으며, 또한 '싸게 팔다'라는 의미를 가진 'verkitschen'이라는 동사도 있다.
한국에서 키치는 이발소 그림과 동의어였지만, 시대가 지나면서 자본주의 문화 나아가 삶의 방식을 포괄하는 개념으로 확장되었다.

## 갤러리

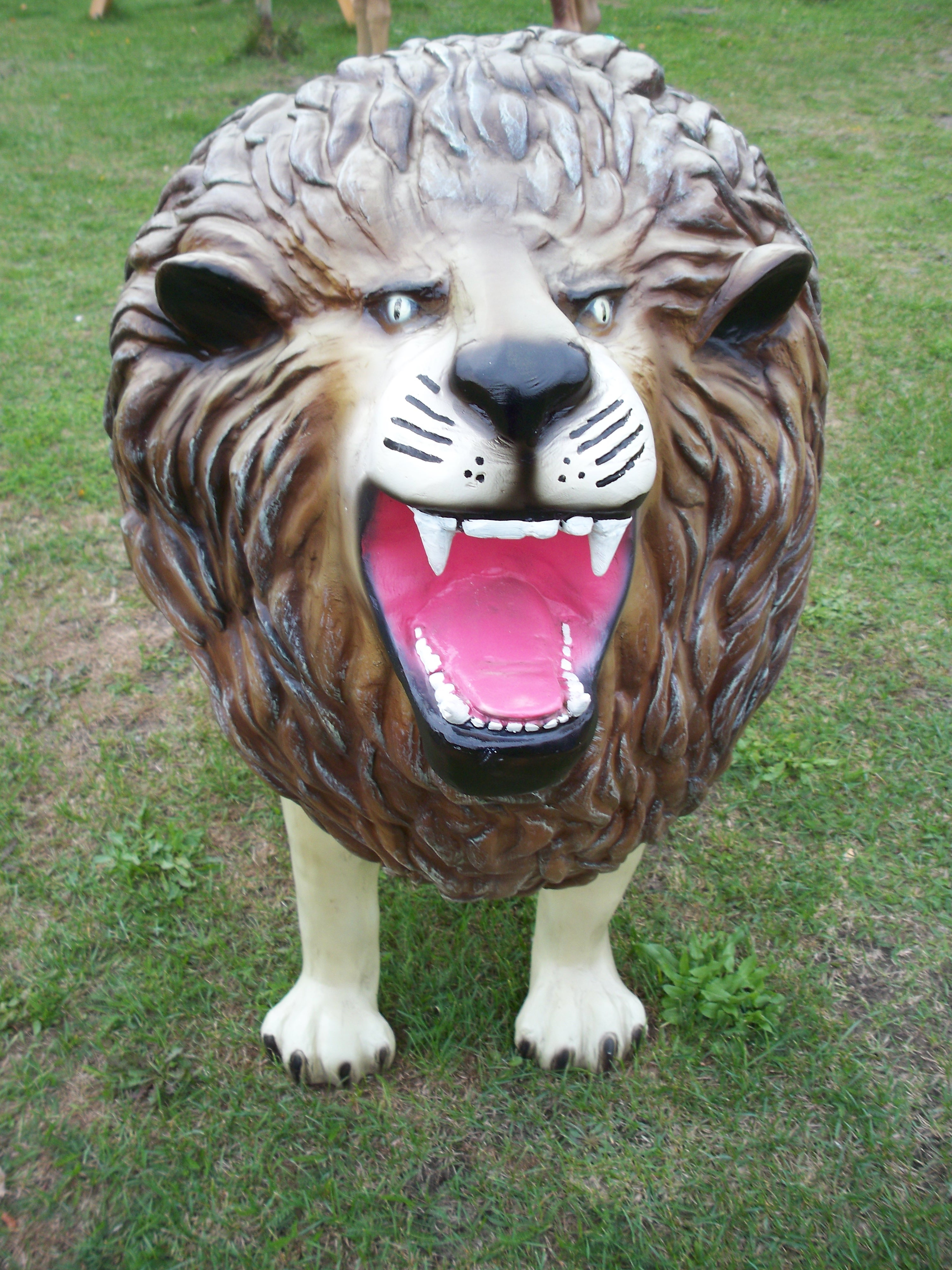
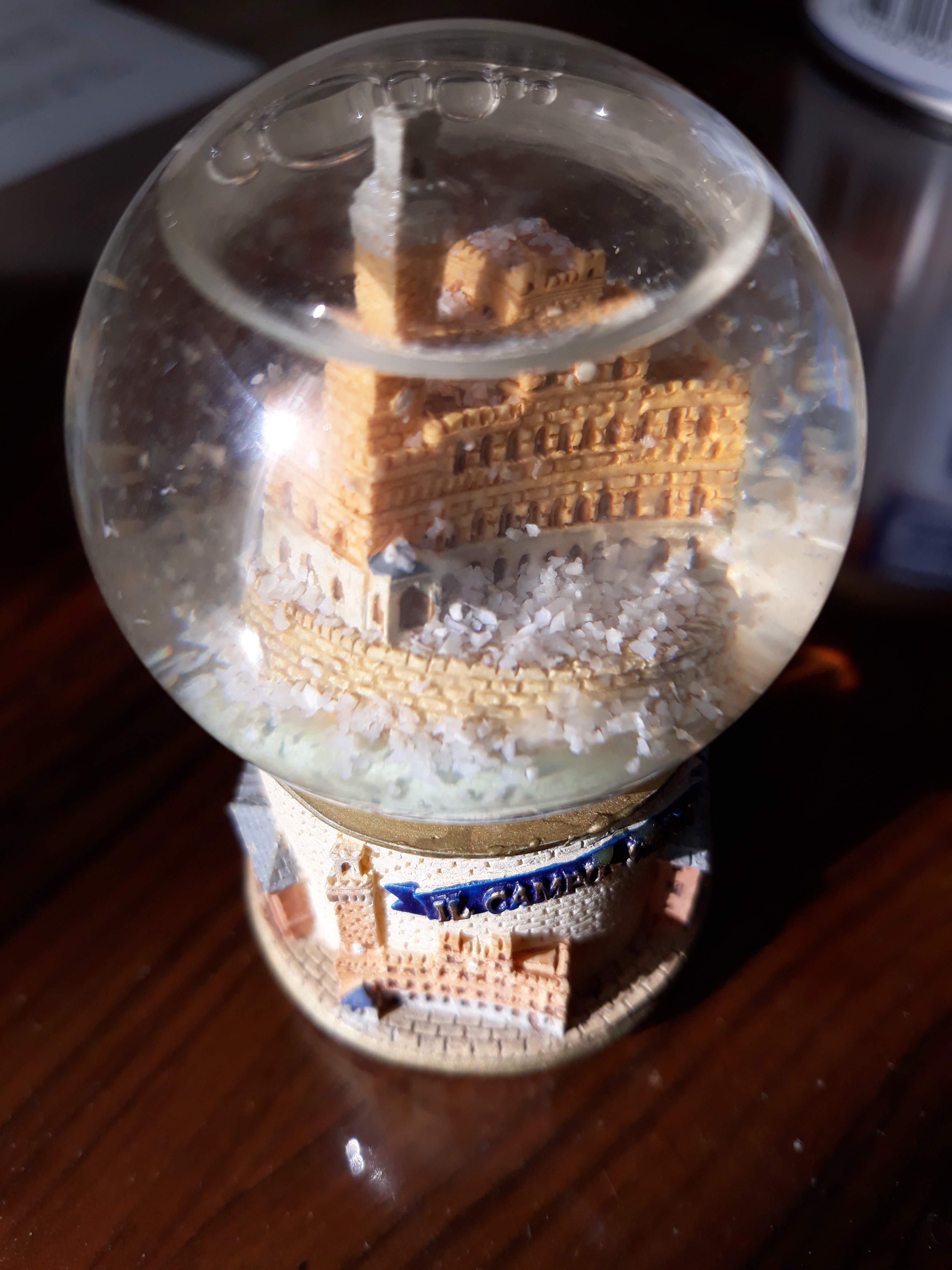
스노 글로브
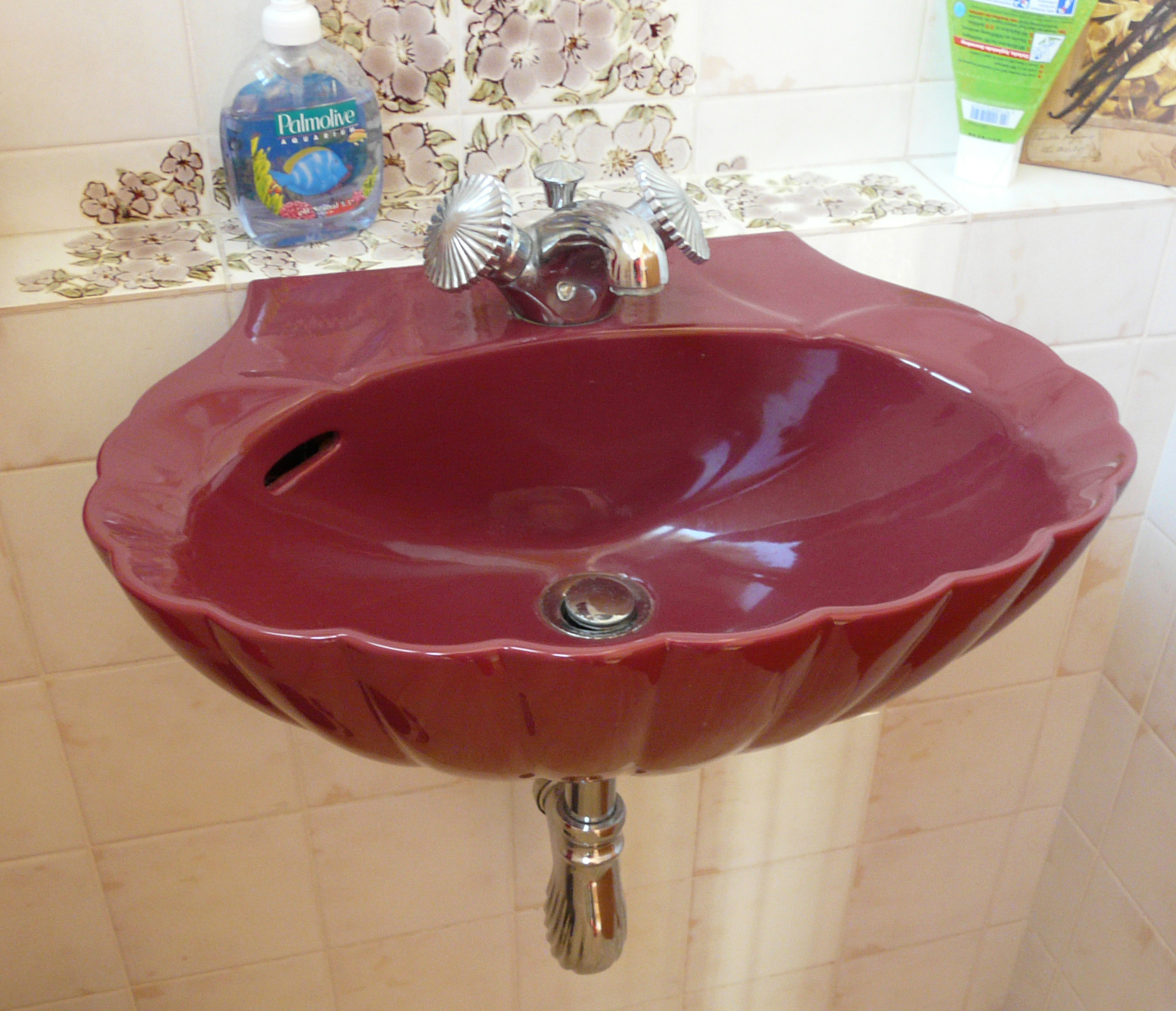
조개 모양 세면대
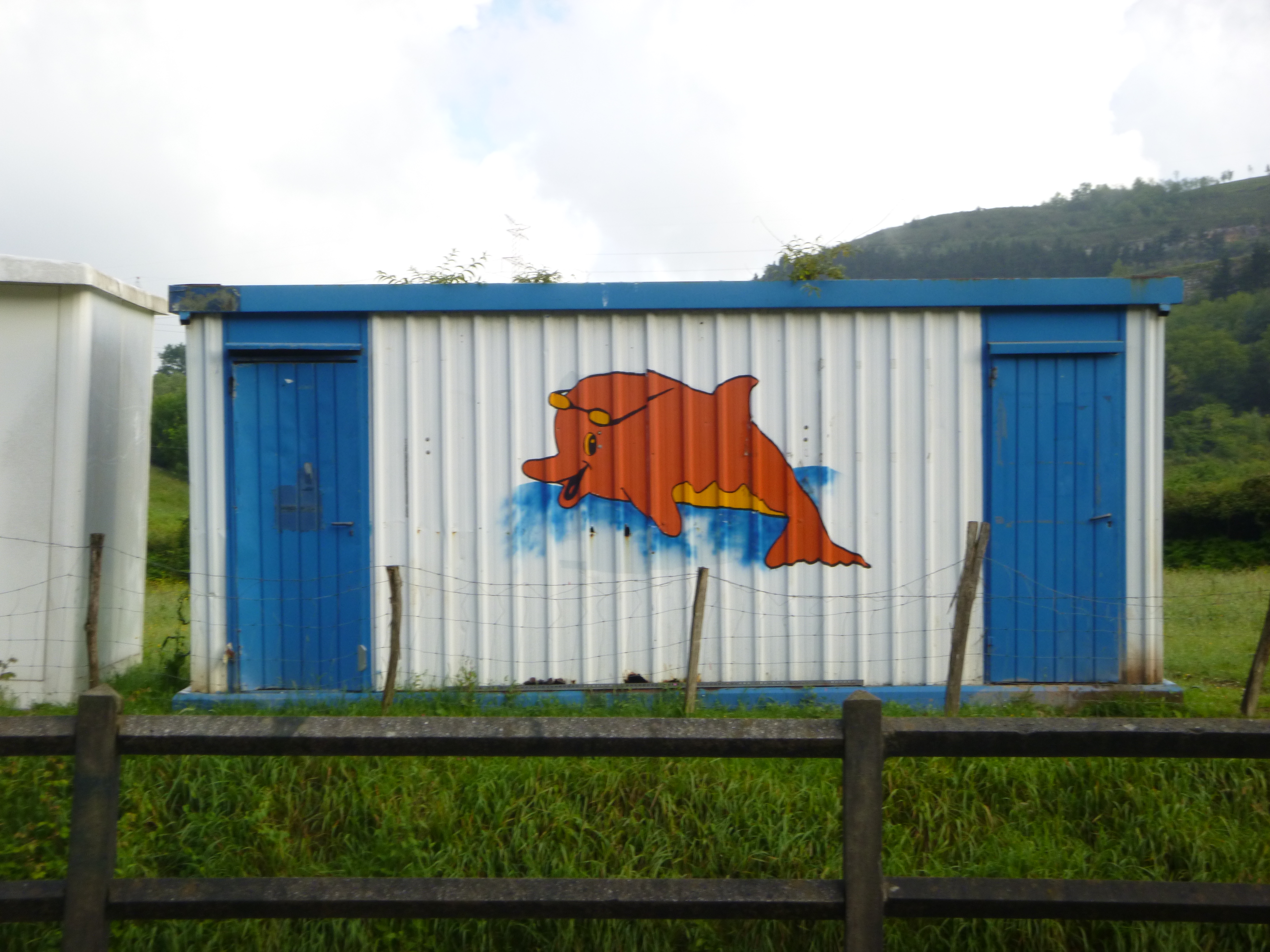
컨테이너에 그려진 돌고래
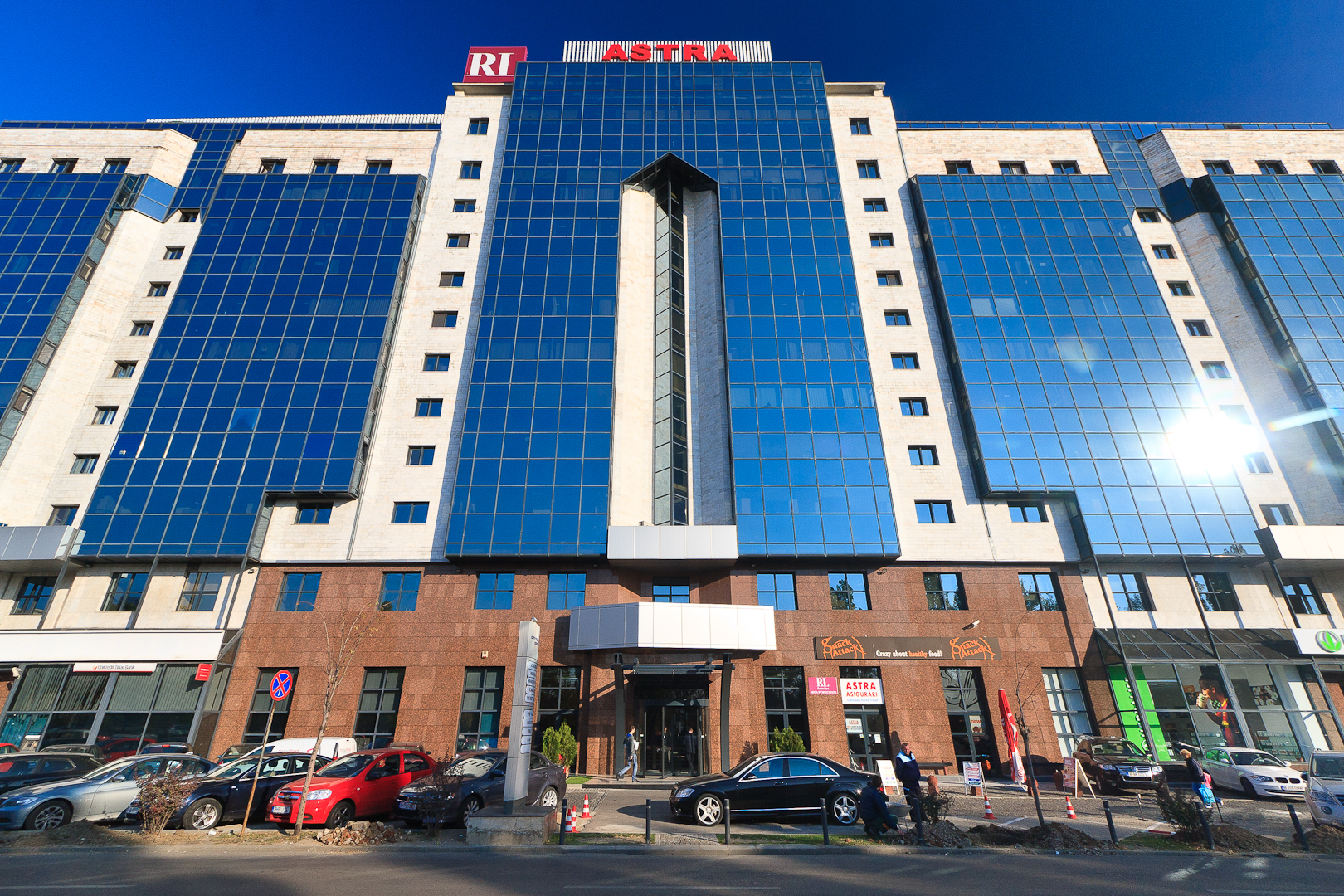

## 같이 보기
- 노르베르트 엘리아스